# 紅脣直口非鯽
紅脣直口非鯽，為輻鰭魚綱鱸形目隆頭魚亞目慈鯛科的其中一種，被IUCN列為瀕危保育類動物，分布於非洲坦尚尼亞Ugalla河的一個支流流域，體長可達5公分，棲息在水質清澈、岩石底質且水流快速的溪流，生活習性不明。

## 擴展閱讀
維基物種上的相關：紅脣直口非鯽